# Campeonato Europeo de Lucha de 2009
El LXI Campeonato Europeo de Lucha se realizó en Vilna (Lituania) entre el 30 de marzo y el 5 de abril de 2009 bajo la organización de la Federación Internacional de Luchas Asociadas (FILA) y la Federación Lituana de Lucha.
Las competiciones se efectuaron en la Arena Sportima de la ciudad báltica.  

## Resultados

### Lucha grecorromana masculina
| Evento         | Oro                         | Plata                          | Bronce                                                      |
| -------------- | --------------------------- | ------------------------------ | ----------------------------------------------------------- |
| 55 kg (04.04)  | Jani Haapamäki · Finlandia  | Mariusz Łoś · Polonia          | Alexandar Kostadinov · Bulgaria · Bekjan Mankiyev · Rusia   |
| 60 kg (04.04)  | Islam-Beka Albiyev · Rusia  | Edward Barsegjan · Polonia     | Ivo Anguelov · Bulgaria · Eusebiu Diaconu · Rumania         |
| 66 kg (04.04)  | Ambako Vachadze · Rusia     | Mijail Siamionau · Bielorrusia | Sharur Vardanyan · Suecia · Manuchar Tsjadaia · Georgia     |
| 74 kg (04.04)  | Arsen Dzhulfalakian Armenia | Volodymyr Shatskyj · Ucrania   | Selçuk Çebi · Turquía · Aliaxandr Kikiniou · Bielorrusia    |
| 84 kg (05.04)  | Alexei Mishin · Rusia       | Nazmi Avluca Turquía           | Vitali Lishchynsky · Ucrania · Şalva Qadabadze · Azerbaiyán |
| 96 kg (05.04)  | Aslanbek Jushtov · Rusia    | Mindaugas Ežerskis · Lituania  | Jimmy Lidberg · Suecia · Marek Švec · República Checa       |
| 120 kg (05.04) | Yuri Patrikeyev Armenia     | Jalmar Sjöberg · Suecia        | Mihály Deák-Bárdos · Hungría · Nico Schmidt · Alemania      |

### Lucha libre masculina
| Evento         | Oro                                 | Plata                        | Bronce                                                          |
| -------------- | ----------------------------------- | ---------------------------- | --------------------------------------------------------------- |
| 55 kg (31.03)  | Nariman Israpilov · Rusia           | Besarion Gochashvili Georgia | Uladzislau Andreyeu · Bielorrusia · Radoslav Velikov · Bulgaria |
| 60 kg (01.04)  | Zəlimxan Hüseynov Azerbaiyán        | Adam Batirov · Rusia         | Maljaz Kurdiani · Georgia · Vasyl Fedoryshyn · Ucrania          |
| 66 kg (31.03)  | Andri Stadnik · Ucrania             | Cəbrayıl Həsənov Azerbaiyán  | Maljaz Muziashvili Georgia Zhirair Hovhannisian Armenia         |
| 74 kg (01.04)  | Çamsulvara Çamsulvarayev Azerbaiyán | Fırat Binici Turquía         | Kiril Terziev · Bulgaria · Murad Gaidarov · Bielorrusia         |
| 84 kg (31.03)  | Soslan Ktsoyev · Rusia              | Ibrahim Aldatov · Ucrania    | Novruz Temrezov Azerbaiyán Gökhan Yavaşer Turquía               |
| 96 kg (01.04)  | Xetaq Qazyumov Azerbaiyán           | Gueorgui Ketoyev · Rusia     | Serhat Balcı Turquía Edgar Yenokian Armenia                     |
| 120 kg (31.03) | Əli İsayev Azerbaiyán               | Ruslan Basiyev Armenia       | Vasyl Tesmynetsky · Ucrania · Kara Recep · Turquía              |

### Lucha libre femenina
| Evento        | Oro                            | Plata                            | Bronce                                                     |
| ------------- | ------------------------------ | -------------------------------- | ---------------------------------------------------------- |
| 48 kg (03.04) | Mariya Stadnik Azerbaiyán      | Estera Dobre · Rumania           | Sarianne Savola · Finlandia · Liliya Kaskarakova · Rusia   |
| 51 kg (02.04) | Yekaterina Krasnova · Rusia    | Emese Szabó · Hungría            | Yuliya Blahinia · Ucrania · Francine De Paola · Italia     |
| 55 kg (03.04) | Natalia Synyshyn · Ucrania     | Alena Filipava · Bielorrusia     | Natalia Smirnova · Rusia · Ana Maria Pavăl · Rumania       |
| 59 kg (02.04) | Johanna Mattsson · Suecia      | Iryna Jariv · Ucrania            | Yuliya Rekvava · Rusia · Meryem Selloum · Francia          |
| 63 kg (03.04) | Monika Michalik · Polonia      | Aliona Kartashova · Rusia        | Henna Johansson · Suecia · Stefanie Stüber · Alemania      |
| 67 kg (02.04) | Kateryna Burmistrova · Ucrania | Zümrüd Qurbanhacıyeva Azerbaiyán | Ralitsa Ivanova · Bulgaria · Yuliya Bartnovskaya · Rusia   |
| 72 kg (03.04) | Stanka Zlateva Bulgaria        | Aliona Starodubtseva · Rusia     | Agnieszka Wieszczek · Polonia · Svitlana Sayenko · Ucrania |

## Medallero
| Núm. | País            | Oro | Plata | Bronce | Total |
| ---- | --------------- | --- | ----- | ------ | ----- |
| 1    | Rusia           | 7   | 4     | 5      | 16    |
| 2    | Azerbaiyán      | 5   | 2     | 2      | 9     |
| 3    | Ucrania         | 3   | 3     | 5      | 11    |
| 4    | Armenia         | 2   | 1     | 2      | 5     |
| 5    | Polonia         | 1   | 2     | 1      | 4     |
| 6    | Suecia          | 1   | 1     | 3      | 5     |
| 7    | Bulgaria        | 1   | 0     | 5      | 6     |
| 8    | Finlandia       | 1   | 0     | 1      | 2     |
| 9    | Turquía         | 0   | 2     | 4      | 6     |
| 10   | Bielorrusia     | 0   | 2     | 3      | 5     |
| 11   | Georgia         | 0   | 1     | 3      | 4     |
| 12   | Rumania         | 0   | 1     | 2      | 3     |
| 13   | Hungría         | 0   | 1     | 1      | 2     |
| 14   | Lituania        | 0   | 1     | 0      | 1     |
| 15   | Alemania        | 0   | 0     | 2      | 2     |
| 16   | Francia         | 0   | 0     | 1      | 1     |
| 16   | Italia          | 0   | 0     | 1      | 1     |
| 16   | República Checa | 0   | 0     | 1      | 1     |
|      | TOTAL           | 21  | 21    | 42     | 84    |